# Amaranthus commutatus
Amaranthus commutatus là loài thực vật có hoa thuộc họ Dền. Loài này được A.Kern. mô tả khoa học đầu tiên năm 1875.